# Ferenc Szojka
Ferenc Szojka (Salgótarján, 7 de abril de 1931 - 17 de setembro de 2011) foi um futebolista e treinador húngaro, que atuava como meia.

## Carreira
Ferenc Szojka fez parte do elenco da Seleção Húngara de Futebol, na Copa do Mundo de 1954 e 1958.

## Títulos
- Vice - Copa do Mundo de 1954

## Ligações Externas
- Perfil em Fifa.com (em inglês)